# CNEDI
Le Centre National d'Etude et de Developpement Informatique (CNEDI) était le centre national gérant l'informatique des Caisses nationales des allocations familiales (CNAF). Il n'a plus d'existence à la suite de la restructuration du SI en 2015-2016.
Il s’agit de sites, extérieurs à la CNAF mais sous sa dépendance directe, qui regroupent les équipes chargées des études, du développement et de la maintenance des applications et autres solutions informatiques de
la branche Famille. Il existait huit CNEDI répartis sur tout l’hexagone (souvent leur implantation est le fruit d’une histoire : la succession opportune d’une initiative régionale ou locale, fondue désormais dans la dimension nationale) :
- Lyon
- Bordeaux
- Metz
- Caen
- Rennes
- Le Mans
- Nice
- Montreuil

## Les missions du CNEDI
- La conception, le développement, les tests et la documentation d'applications nationales, comme notamment le logiciel de gestion des prestations familiales CRISTAL (Conception relationnelle Intégrée du Système de Traitement des Allocations familiales).
- Assistance aux Pôles Régionaux Mutualisés et aux CERTI (CEntre Régional de Traitement Informatique).
- Assistance à la maitrise d'ouvrage.

désuet : Chaque CNEDI est spécialisé. La veille technologique est assurée au CNEDI de Nice, l'application de gestion des ressources humaines est développée au CNEDI de Metz, CRISTAL, l'application gérant l'ensemble des prestations proposées par les CAF, est plutôt du ressort des équipes de Rennes, du Mans et de Caen.